# Channayan Kote, Virajpet
Channayan Kote là một làng thuộc tehsil Virajpet, huyện Kodagu, bang Karnataka, Ấn Độ.